# 中老田
中老田（なかおいだ）は、富山県富山市の町名である。老田地区センターが所在している。

## 特徴
中老田を含む老田地区は、かつて加賀藩に属し、明治以降も呉羽町誕生まで射水郡老田村であり、歴史的には富山市よりも現在の射水市との結びつきが強い。

## 地理
境野新台地と射水平野の境に集落があり、集落南北でやや勾配が違う。

## 経済

### 第一次産業
稲作の他、呉羽梨の栽培が盛ん。

### 第二次産業
- いおざき印刷
- 工房ふじや
- 村上モータース

### 第三次産業
呉羽梨の直売が盛ん。
なお、町内にはコンビニエンスストアやスーパーマーケットは無い。住民の普段の買い物は、自家用車で隣接する射水市や富山市呉羽地区の商業施設に行くことが多い。

## 施設
- 老田地区センター
- 老田郵便局

## 教育
- 富山市立老田小学校
- 老田保育園

## 福祉
- 呉羽陽光苑 認知症デイサービスセンター

## 参考出典
『富山県の地名』平凡社

## 交通
老田地区の北側をあいの風とやま鉄道線が通っているが、駅は無い。近隣の駅からのアクセスは小杉駅もしくは呉羽駅になる。
- 呉羽いきいきバス「老田・古沢・池多ルート」
- 富山県道9号富山戸出小矢部線
- 富山県道62号富山小杉線

この他、富山地方鉄道が子会社の加越能鉄道を通じて、老田地区を経由して富山と高岡を結ぶ鉄道を敷設しようとしていたが、モータリゼーションの進展など情勢の変化で、1971年に大半の用地買収が完了した時点で計画は中止された。